# منتخب إندونيسيا لكأس فيد
منتخب إندونيسيا لكأس فيد هو ممثل إندونيسيا الرسمي في كرة المضرب في كأس فيد.